# Kertaraharja (Taraju)
Kertaraharja is een bestuurslaag in het regentschap Tasikmalaya van de provincie West-Java, Indonesië. Kertaraharja telt 4421 inwoners (volkstelling 2010).